# Rwanda Film Festival
Le Rwanda Film Festival, également connu sous le nom de Hillywood, est un festival du film qui se tient chaque année en juillet à Kigali, au Rwanda.      
Le Rwanda Film Festival a acquis une renommée mondiale au cours des dernières années et est devenu l'un des principaux événements cinématographiques en Afrique. 

## Histoire
Le Rwanda Film Festival a été fondé en 2005 par Eric Kabera,. Présenté par le Rwanda Cinema Center, une organisation qui vise à promouvoir l'industrie cinématographique du pays, le Rwanda Film Festival, surnommé "Hillywood" en raison du surnom du Rwanda de "Pays des mille collines", est un festival itinérant. En raison de la volonté de Kabera de montrer les films à un public aussi large que possible, le festival se tient non seulement dans la capitale de Kigali, mais les films, en particulier ceux réalisés par des cinéastes rwandais, sont également présentés sur de grands écrans gonflables en les zones rurales du pays. Plus récemment, Kabera a déclaré que le festival s'éloignerait de se concentrer uniquement sur la question du génocide ; plutôt "d'autres questions sociales" du Rwanda moderne seront explorées.

## Prix Silverback
Les Silverback Awards ont été lancés après le parrainage de la firme londonienne Hard Media avec le Rwanda Film Festival. 

## Voir également
- Liste des films sur le génocide rwandais (en)